# Petr Vašek
Petr Vašek (* 9. dubna 1979 Čeladná, Československo) je český fotbalový brankář, od dubna 2019 hráč klubu FK Slavia Opava, kde hraje na pozici hrotového útočníka. V Česku hrál za SFC Opava, FC Baník Ostrava, SK Kladno, 1. FC Slovácko a FK Ústí nad Labem. V létě 2010 odešel do Ruska, kde působil v týmech FK Sibir Novosibirsk a FK Tom Tomsk.

## Klubová kariéra
Přišel do Opavy v létě 2001 z Nového Jičína, v lednu 2005 jej z Opavy vykoupil ostravský Baník. Na jaře 2006 odešel hostovat do druholigového SK Kladno, kterému pomohl vychytat první ligu. Vašek nakonec v Kladně zůstal i na podzimní část následujícího ročníku, ale nedostával tolik příležitostí, odehrál pouhé 4 zápasy a poté se zranil. V lednu 2007 si jej Baník stáhl z hostování, neboť odprodal svou brankářskou jedničku Martina Rašku. Vašek se poté stal prvním brankářem. Po sezóně 2008/09 se jeho situace v Baníku zhoršila, přestal chytat za áčko i béčko, tým s ním již nepočítal. Uvažovala o něm jako o posile Wisła Kraków, avšak po vypadnutí z Ligy mistrů ztratila zájem. V září 2009 nakonec přišel do 1. FC Slovácko, kde měl nahradit zraněného gólmana Miroslava Filipka. Již v prosinci 2009 o něj projevil zájem tehdejší nováček ruské nejvyšší ligy FK Sibir Novosibirsk. Vašek se zúčastnil testů, ale přestup se ještě neuskutečnil. Také se o něj zajímal maďarský celek Ferencváros Budapešť, se kterým podstoupil soustředění.
V létě 2010 nakonec na do Novosibirsku odešel na hostování, které se změnilo v přestup. Debut si odbyl dne 20. září 2010 v zápase proti CSKA Moskva. Celkem odehrál 6 ligových utkání, při nichž obdržel 4 góly, avšak v posledním z nich si poranil křížový vaz v koleni a podstoupil operaci. Klub s ním na základě jeho výsledků prodloužil smlouvu o dva roky. Novosibirsk nakonec z první ligy sestoupil. V druhé ruské lize nedostal Vašek již moc příležitostí, za první půlrok odchytal pouhé 4 zápasy. V zimní přestávce byl poslán na bazu připravovat se s B-týmem. Projevil o něj zájem FK Tom Tomsk, hrající tehdy první ligu, a pozval si jej na soustředění do Turecka. Následně byl stvrzen jeho přestup do Tomsku.
Při zápase za Tomsk si v dubnu 2014 přetrhl vazy v rameni. Jelikož mu za měsíc měla vypršet s klubem smlouva, zvažoval, zda neukončí kariéru. Nakonec se vrátil do Česka. Na podzim 2014 se dohodl na tréninku u B-týmu SFC Opava. Poté v lednu 2015 nastoupil u opavského áčka, avšak kvůli tomu, že na něj Slovácko vlastnilo hráčská práva v domácím prostředí, oficiálně musel přijít na půlroční hostování.
V létě roku 2016 podepsal roční smlouvu s Baníkem Ostrava, kam se vrátil po sedmi letech. Od začátku sezony byl jasnou jedničkou v bráně Baníku a stal se oporou týmu v cestě za návratem do nejvyšší soutěže. Sezonu 2016/2017 nakonec Baník Ostrava zakončil na druhém místě a Petr Vašek odchytal 30 druholigových utkání, ve kterých osmnáctkrát udržel čisté konto a inkasoval pouze 20 gólů. 1. 11. 2017 mu byla klubem vypovězena smlouva poté, co se po prohraném zápase se Spartou vulgárně pohádal se sportovním ředitelem Baníku Dušanem Vrtěm.
V lednu 2018 posílil jako volný hráč český druholigový klub FK Ústí nad Labem. 
V dubnu 2019 přestoupil do týmu FK Slavia Opava, kde nastupuje v základní sestavě v útoku a zároveň působí jako trenér dorostu.

### Souhrn
Aktuální k 30.3.2019 
| Klubová statistika | Klubová statistika   | Klubová statistika | Liga   | Liga | Pohár  | Pohár | Kontinentální | Kontinentální | Celkem | Celkem |
| Sezóna             | Klub                 | Liga               | Zápasů | Nul  | Zápasů | Nul   | Zápasů        | Nul           | Zápasů | Nul    |
| ------------------ | -------------------- | ------------------ | ------ | ---- | ------ | ----- | ------------- | ------------- | ------ | ------ |
| 2001/02            | SFC Opava            | Gambrinus liga     | 1      | 0    | 0      | 0     | 0             | 0             | 1      | 0      |
| 2002/03            | SFC Opava            | 2. liga            | 30     | 13   | 1      | 0     | 0             | 0             | 31     | 13     |
| 2003/04            | SFC Opava            | Gambrinus liga     | 29     | 9    | 1      | 1     | 0             | 0             | 30     | 10     |
| 2004/05            | SFC Opava            | Gambrinus liga     | 16     | 2    | 0      | 0     | 0             | 0             | 16     | 2      |
| 2004/05            | FC Baník Ostrava     | Gambrinus liga     | 11     | 4    | X      | X     | X             | X             | 11     | 4      |
| 2005/06            | FC Baník Ostrava     | Gambrinus liga     | 5      | 0    | X      | X     | X             | X             | 5      | 0      |
| 2005/06            | SK Kladno            | 2. liga            | 12     | 4    | X      | X     | X             | X             | 12     | 4      |
| 2006/07            | SK Kladno            | Gambrinus liga     | 4      | 0    | X      | X     | X             | X             | 2      | 0      |
| 2007/08            | FC Baník Ostrava     | Gambrinus liga     | 30     | 13   | X      | X     | X             | X             | 30     | 13     |
| 2008/09            | FC Baník Ostrava     | Gambrinus liga     | 20     | 9    | 1      | 1     | 2             | 0             | 23     | 10     |
| 2009/10            | 1. FC Slovácko       | Gambrinus liga     | 10     | 3    | 0      | 0     | 0             | X             | 10     | 3      |
| 2010               | FK Sibir Novosibirsk | Premier Liga       | 6      | 3    | 0      | 0     | 0             | 0             | 6      | 3      |
| 2011/12            | FK Sibir Novosibirsk | 1. divize          | 3      | 1    | 1      | 0     | 0             | 0             | 5      | 1      |
| 2011/12            | FK Tom Tomsk         | Premier Liga       | 12     | 5    | 0      | 0     | 0             | 0             | 14     | 5      |
| 2012/13            | FK Tom Tomsk         | 1. divize          | 14     | 7    | 2      | 1     | 0             | 0             | 23     | 8      |
| 2013/14            | FK Tom Tomsk         | Premier Liga       | 13     | 4    | 1      | 0     | 0             | 0             | 14     | 4      |
| 2014/15            | SFC Opava            | FNL                | 14     | ?    | 0      | 0     | 0             | 0             | ?      | ?      |
| 2015/16            | SFC Opava            | FNL                | 21     | ?    | 0      | 0     | 0             | 0             | ?      | ?      |
| 2016/17            | FC Baník Ostrava     | FNL                | 30     | 18   | 1      | 1     | X             | X             | 31     | 19     |
| 2017/18            | FC Baník Ostrava     | Het liga           | 12     | 1    | 3      | 2     | X             | X             | 15     | 3      |
| 2017/18            | FK Ústí nad Labem    | FNL                | 14     |      |        |       |               |               |        |        |
| 2018/19            | FK Slavia Opava      | Okresní přebor     | 2      | X    | X      | X     | X             | X             | 2      | X      |
| Celkem za kariéru  | Celkem za kariéru    | Celkem za kariéru  | 296    | 101  | 11     | 6     | 2             | 0             | 308    | 104    |

## Osobní život
Se svou přítelkyní Katkou má dcery Kristýnu a Julii.